# Polisen och mordet i stadshuset
Polisen och mordet i stadshuset är den sjätte romanen om Polisen i Strömstad, skriven av Gösta Unefäldt och utkom första gången 1992.
För romanen tilldelades Gösta Unefäldt 1992 Svenska Deckarakademins pris för bästa svensks kriminalroman och 1996 filmatiserades romanen som en miniserie i fem delar under namnet polisen och pyromanen.

## Handling
En pyroman härjar i Strömstad med omnejd. I stadshuset begås vid samma tid ett mord på kommunalrådet. Man misstänker att det är en partikollega som har genomfört mordet men Jörgenson misstänker att det inte är så enkelt och börjar undersöka om det snarare kan vara så att bränderna och mordet kan ha något samband? Polischefen Gustav Jörgenson och hans närmsta kolleger, Nils Gryt och den alltmer alkoholiserade Bo Kronborg, jobbar febrilt för att spåra pyromanen och mördare.
På polisstationen i Strömstad har man nu fått förstärkning av två kvinnliga poliser, Pernilla Bittén och Anita Lövstedt. Och polisman Evald Larsson har återigen blivit uttagen för att tävla i Pistolskytte-VM för poliser.